# اناپویما
اناپویما (به اسپانیایی: Anapoima) یک سکونتگاه مسکونی در کلمبیا است که در بخش کوندینامارکا واقع شده‌است.

## خصوصیات
اناپویما ۱۲۴٫۲ کیلومترمربع مساحت و ۱۱٬۳۳۷ نفر جمعیت دارد و ۷۱۰ متر بالاتر از سطح دریا واقع شده‌است.